# Bonis II
Bonis II est un village qui fait partie du département du Lom-et-Djerem, situé dans la région de l’Est de la République du Cameroun.

## Population
Selon le recensement réalisé en 2005, le village comptait 801 habitants, dont 417 femmes et 384 hommes.